# Robert A. Varin
Robert Andrzej Varin (ur. 1 maja 1946 w Piastowie) – polsko-kanadyjski naukowiec, profesor nauk technicznych, specjalista z zakresu inżynierii materiałowej.

## Kariera naukowa
Studiował na Wydziale Mechanicznym, Energetyki i Lotnictwa Politechniki Warszawskiej (1964-1967). W 1967 rozpoczął studia w Państwowej Szkole Technicznej Obróbki Cieplnej, którą ukończył w 1968. Następnie ukończył studia z zakresu metaloznawstwa i obróbki cieplnej metali (1968-72) oraz studia doktoranckie (inżynieria materiałowa) na Wydziale Mechanicznym-Technologicznym Politechniki Warszawskiej (1972-76). Promotorem pracy doktorskiej „Elektronomikroskopowe badania struktury granic ziarn w miedzi” był prof. dr. hab. inż. Maciej Władysław Grabski. Adiunkt w Instytucie Inżynierii Materiałowej PW (1976-78,1980-82).
Pracownik naukowy Wydziału Mechanicznego Uniwersytetu Manitoby w Winnipeg (1978-80, 1982-83). Pracownik naukowy Uniwersytetu w Wollongong w Australii (1997, 2003).
Pracownik naukowo-dydaktyczny Wydziału Mechanicznego i Mechatroniki (Department of Mechanical and Mechatronics Engineering) Uniwersytetu w Waterloo w Kanadzie (docent 1983-88; profesor nadzwyczajny 1988-92; profesor zwyczajny 1992-2017). Dyrektor Laboratorium Materiałów do Magazynowania Wodoru tamże (2002-17).
W 2010 otrzymał polski tytuł profesora nauk technicznych nadany postanowieniem Prezydenta RP. W 2018 przeszedł na emeryturę ale pozostał czynny zawodowo jako profesor emeritus.
Przez ponad 20 lat współpracownik naukowy Zespołu Katedry Zaawansowanych Materiałów i Technologii (od 2019 Instytut Inżynierii Materiałowej) Wydziału Nowych Technologii i Chemii Wojskowej Akademii Technicznej w Warszawie. Organizator i współorganizator 10 międzynarodowych konferencji naukowych. Promotor 11 prac doktorskich i 21 prac magisterskich.

### Prace badawcze
Główne kierunki jego badań naukowych obejmują związki między własnościami materiałów inżynierskich a ich strukturą (na poziomie atomowym oraz wynikające z różnego rodzaju obróbek, jakim są poddawane materiały przeznaczone do konstrukcji); materiały kompozytowe i związki międzymetaliczne do zastosowań na części pracujące w podwyższonych temperaturach, np. w turbinach lotniczych, energetycznych. Specjalista w zakresie inżynierii materiałowej, materiałoznawstwa, intermetali, kompozytów, materiałów nanostrukturalnych do magazynowania wodoru i nadprzewodnikowych, związków między mikrostrukturą a wytrzymałością, ciągliwością i pękaniem w niskich i wysokich temperaturach materiałów metalowych i niemetalicznych.

### Publikacje (wybór)
Autor ponad 300 publikacji i licznych artykułów z zakresu inżynierii materiałowej w międzynarodowych czasopismach naukowych. 252 recenzowane artykuły naukowe w czasopismach i materiałach konferencyjnych z dziedziny inżynierii materiałowej. 46 recenzowanych abstraktów w materiałach konferencyjnych. Autor książek i rozdziałów:
- Nanomaterials for Solid State Hydrogen Storage (współautor) 2009, ISBN 978-0-387-77712-2,
- Hydrides (autor) w: Comprehensive Energy Systems, Chapter 2, Ed. Ibrahim Dincer; Elsevier, Vol. 2, 2018, ISBN 978-0-12-809597-3
- Progress in Hydrogen Storage in Complex Hydrides w: Renewable Hydrogen Technologies. Production, Purification, Storage, Applications and Safety (współautor), 2013, ISBN 978-0-444-56352-1,
- Nanostructured Hydrides for Solid State Hydrogen Storage for Vehicular Applications w: Green Energy-Basic Concepts and Fundamentals (współautor), Ed. Xianguo Li; Springer-Verlag London Limited, 2011, ISBN 978-1-84882-647-2,
- Intermetallics: Crystal Structures w: Fundamentals of Materials Science–Structure; Encyclopedia of Materials: Science & Technology (współautor), Elsevier Science Ltd., 2001[7].

### Działalność redakcyjno-recenzyjna
Redaktor naczelny „International Journal of Materials Engineering” (od 2012); redaktor: „Bulletin of Military University of Technology” (od 2014), “ISRN Materials Science” (2011-14), “Materials and Manufacturing Processes” (2005-07), „Applied Sciences” (od 2017), „Energies” (od 2018). Recenzent 58. międzynarodowych czasopism naukowych, w tym: „Scripta Materialia”, „Acta Materialia”, „Materials Science and Engineering”, „Polymer Engineering and Science”, „Metallurgical and Materials Transactions”, „Intermetallics”, „Journal of Alloys and Compounds”, „International Journal of Hydrogen Engineering” oraz 19. międzynarodowych agencji przyznających granty na badania naukowe. 
Konsultant: CRC Press, Natural Sciences and Engineering Research Council, Canadian Aeronautics and Space Institute, Australian Research Council. Wyróżnienia za recenzje: Certificate of Outstanding Contribution in Reviewing, przyznane przez Advanced Powder Technology (2013 i 2016), Journal of Alloys and Compounds (2017), Intermetallics (2017), International Journal of Hydrogen Energy (2015 i 2017).

### Członkostwo
- TMS (The Minerals, Metals & Materials Society) 1982-2017,
- MetSoc (The Metallurgy and Materials Society) 1982-2017,
- ASM (The American Society for Materials) 1983-2017.

## Działalność społeczna
W latach 1980–81 przewodniczący Komitetu Wykonawczego NSZZ „Solidarność” w Instytucie Inżynierii Materiałowej PW. Wiceprezes (1989-91) i prezes (1991-97) Zarządu Głównego Związku Narodowego Polskiego w Kanadzie. Wiceprezes Zarządu Okręgu Kitchener Kongresu Polonii Kanadyjskiej (1988-89, 2003-05). Wiceprzewodniczący Rady Kongresu Polonii Kanadyjskiej (1994-96). Przewodniczący Komitetu Obrony Dobrego Imienia Polski i Polaków przy Kongresie Polonii Kanadyjskiej, Okręg Kitchener (od 2016). Przewodniczący Kanadyjskiego Komitetu Poparcia Ruchu Odbudowy Polski (1997-98). Przez 7 kadencji (2005-19) prezes Towarzystwa św. Józefa i św. Jana Kantego.
Przez 6 kadencji (2000-13) oficer łącznikowy Placówki 412 Polskich Weteranów Kanadyjskiego Królewskiego Legionu (RCL), wielokrotny przewodniczący jej komisji prawnej i odznaczeń oraz sekretarz (od 2015).

## Nagrody, odznaczenia
- Złoty Krzyż Zasługi Związku Narodowego Polskiego w Kanadzie - 1993,
- Ontario Volunteer Service Award (nagroda władz prowincji Ontario za 10 lat pracy wolontaryjnej) - 1996,
- Srebrny Medal za zasługi dla Wojskowej Akademii Technicznej - 2005,
- Past Officer’s Medal Placówki 412 Królewskiego Kanadyjskiego Legionu (Royal Canadian Legion) z pięcioma listewkami - 2005; członkostwo dożywotnie RCL - 2015,
- The Science Technology Transfer Award (nagroda przyznana przez World Association for Innovative Technologies) - 2011,
- Medal Pro Patria - 2018.

## Życie prywatne
Syn Roberta Varina i Wandy Ciechomskiej, żonaty z Teresą Żołądek (nauczycielka), ojciec dwóch córek: Karoliny Joanny (artystka) i Izabelli Marii (ekspert ds. żywienia).